# Matylda Getter
Matylda Getter Getter (Varsavia, 25 febbraio 1870 – Varsavia, 8 agosto 1968) è stata una religiosa polacca di fede cattolica, madre provinciale della CSFFM ((LA)  Congregatio Sororum Franciscalium Familiae Mariae, Suore francescane della famiglia di Maria) a Varsavia e assistente sociale nella Polonia prebellica. Nella Varsavia occupata dai tedeschi, durante la seconda guerra mondiale, ha collaborato con Irena Sendler e con l'organizzazione di resistenza Żegota per salvare la vita di centinaia di bambini ebrei del ghetto di Varsavia. È stata riconosciuta come una dei giusti tra le nazioni polacchi da Yad Vashem per le sue attività di salvataggio.

## Biografia
Ha iniziato le attività nel sociale prima della seconda guerra mondiale e ha ricevuto una serie delle più alte distinzioni nazionali in onore dei suoi risultati nel suo lavoro educativo e sociale. Aveva fondato oltre venti strutture educative e assistenziali per bambini ad Anin, Białołęka, Chotomów, Międzylesie, Płudy, Sejny, Wilno e altri.

## Attività durante la seconda guerra mondiale
Dall'inizio della guerra le Suore Francescane della Famiglia di Maria, nello spirito dell'amore cristiano e della gioia francescana, hanno portato aiuto ai bisognosi, sia civili che a membri della clandestinità polacca. Le suore hanno organizzato il lavoro, fornito riparo e distribuito documenti falsi. Durante la rivolta di Varsavia nella casa provinciale di Hoza St 53, le suore gestivano una stazione paramedica e una mensa, poi trasformata in ospedale.
(Matylda Getter)
Madre Matylda Getter ha dichiarato che avrebbe accolto ogni bambino ebreo che poteva. Durante l'occupazione, le suore dell'Ordine hanno salvato tra i 250 ed i 550 bambini ebrei dal ghetto. Madre Matylda ha rischiato la sua vita e quella delle sue suore portando i bambini nei suoi orfanotrofi e assumendo gli adulti per lavorare con loro, prendendosi cura dei bambini nelle strutture sparse per la Polonia. Come superiora della Provincia di Varsavia delle Suore Francescane della Famiglia di Maria, si è assunta la responsabilità di ottenere i certificati di nascita dei bambini e di nasconderli negli istituti scolastici dell'ordine.